# Список советских асов Великой Отечественной войны, одержавших 20 и более личных побед
Список советских асов Великой Отечественной войны, одержавших 20 и более личных побед составлен на основании труда М. Ю. Быкова «Все Асы Сталина 1936—1953 гг.» (М., 2014). Данные по некоторым лётчикам откорректированы только в том случае, когда приведены обоснованные данные по иному количеству их побед. 
Серым цветом выделены лётчики, погибшие в бою, пропавшие без вести, не вернувшиеся из боевых вылетов (кроме попавших в плен и вернувшихся из него после окончания войны), погибшие в авиакатастрофах и по другим причинам во время войны.
| Фамилия, Имя, Отчество                | Победы личные | Победы в группе (при их наличии) | Количество боевых вылетов / воздушных боёв | Воинская часть                                                  | Самолёты, на которых воевал лётчик                          | Примечания |
| ------------------------------------- | ------------- | -------------------------------- | ------------------------------------------ | --------------------------------------------------------------- | ----------------------------------------------------------- | --- |
| Кожедуб, Иван Никитович               | 64            |                                  | 330/120                                    | 240 иап 178 гиап 176 гиап                                       | Ла-5, Ла-7                                                  | Широко распространены данные о 62 личных победах И. Н. Кожедуба, однако М. Ю. Быковым документально установлены ещё 2 личные победы, утраченные в его представлении к званию трижды Героя Советского Союза. Не указаны 2 истребителя США, согласно многочисленным публикациям сбитые им весной 1945 года.                                                                                          |
| Речкалов, Григорий Андреевич          | 61            | 4                                | 450/122                                    | 55 иап 16 гиап 9 гиад                                           | МиГ-3, И-16, Як-1, P-39 Аэрокобра                           | Широко распространены данные о 56 личных и 6 групповых победах Г. А. Речкалова, однако М. Ю. Быковым документально установлены его личные победы, утраченные в его представлениях к орденам и к званиям Героя Советского Союза, но указанные в оперативных и отчетных документах полка. |
| Покрышкин, Александр Иванович         | 59            | 6                                | 650/140                                    | 55 иап 16 гиап 9 гиад                                           | МиГ-3, И-16, Як-1, P-39 Аэрокобра                           | Данные по: Марчуков А. Герои-покрышкинцы о себе и о своём командире. — М.: Центрполиграф, 2014. М. Ю. Быков (в издании «Все асы Сталина») указывает меньшее количество побед Покрышкина — 46 личных и 6 групповых. Однако А. Марчуковым в его работе со ссылками на первичные документы полка приведены даты неучтённых М. Ю. Быковым воздушных побед А. И. Покрышкина и типы сбитых им самолётов. |
| Гулаев, Николай Дмитриевич            | 55            | 5                                | 250/49                                     | 487 иап 27 иап 129 гиап                                         | МиГ-3, Як-1, P-39 Аэрокобра                                 | 1 самолёт сбил тараном. |
| Евстигнеев, Кирилл Алексеевич         | 52            | 3                                | 283/113                                    | 240 иап 178 гиап                                                | Ла-5                                                        | По другим данным, 53 личные и 3 групповые победы. |
| Глинка, Дмитрий Борисович             | 50            |                                  | 265/ок.100                                 | 45 иап 100 гиап                                                 | Як-1, P-39 Аэрокобра                                        | |
| Колдунов, Александр Иванович          | 46            | 1                                | 412/96                                     | 866 иап                                                         | Як-1, Як-7, Як-9, Як-3                                      | |
| Ворожейкин, Арсений Васильевич        | 45            | 1                                | 300/-                                      | 728 иап 32 иап ГУБП ФА ВВС                                      | И-16, Як-7, Як-9, Як-3                                      | Также в боях на Халхин-Голе сбил 1 самолёт лично и 12 в группе. В литературе часто указывается о 52 победах в Великой Отечественной войне, и о сбитых 6 японских самолётах лично на Халхин-Голе. |
| Скоморохов, Николай Михайлович        | 44            | 2                                | ок.600/143                                 | 164 иап 31 иап                                                  | ЛаГГ-3, Ла-5, Ла-7                                          | В литературе обычно указывается большее количество побед — 46 личных и 8 групповых. |
| Краснов, Николай Фёдорович            | 41            | 1                                | св.400/св.100                              | 402 иап 31 иап 116 иап 530 иап                                  | МиГ-3, ЛаГГ-3, Ла-5                                         | Погиб в авиакатастрофе 29 января 1945 г. |
| Моргунов, Сергей Николаевич           | 41            |                                  | 350/96                                     | 15 иап                                                          | Як-7, Як-1, Як-9, Як-3                                      | |
| Пивоваров, Михаил Евдокимович         | 40            | 1                                | 397/136                                    | 402 иап                                                         | Як-1, Як-9, Як-3                                            | |
| Попков, Виталий Иванович              | 40            |                                  | 345/85                                     | 5 гиап                                                          | ЛаГГ-3, Ла-5, Ла-7                                          | В литературе часто указывается о 41 личной победе В. И. Попкова. |
| Серов, Владимир Георгиевич            | 39            | 6                                | ок.300/104                                 | 159 иап                                                         | Р-40 Киттихаук, Ла-5                                        | Погиб в воздушном бою 26 июня 1944 г. |
| Фёдоров, Иван Васильевич              | 37            |                                  | 404/107                                    | 812 иап                                                         | Як-1, Як-9, Як-3                                            | 1 самолёт сбил тараном. |
| Лавриненков, Владимир Дмитриевич      | 36            | 7                                | 448/134                                    | 651 иап ПВО 753 иап 4 иап 9 гиап                                | И-15бис, Як-1, Як-7, P-39 Аэрокобра, Ла-7                   | Сбит в воздушном бою 24 августа 1943 г., попал в плен, вскоре бежал к партизанам, в октябре вернулся в свой полк. |
| Бабак, Иван Ильич                     | 35            | 5                                | 330/103                                    | 45 иап 100 гиап 16 гиап                                         | Як-1, P-39 Аэрокобра                                        | Сбит наземным огнём 16 марта 1945 года, попал в плен, освобождён в мае 1945 г. |
| Смирнов, Алексей Семёнович            | 35            | 1                                | 357/72                                     | 153 иап 28 гиап                                                 | И-153, P-39 Аэрокобра                                       | Также сбил лично 1 аэростат. |
| Гнидо, Пётр Андреевич                 | 34            | 6                                | 406/св.80                                  | 248 иап 13 иап 111 гиап                                         | И-16, ЛаГГ-3, Ла-5, Ла-7                                    | |
| Камозин, Павел Михайлович             | 34            | 4                                | 188/63                                     | 43 иап 246 иап 269 иап 66 иап 101 гиап                          | ЛаГГ-3, P-39 Аэрокобра                                      | |
| Луганский, Сергей Данилович           | 34            | 1                                | 390/-                                      | 271 иап 270 иап 152 гиап                                        | ЛаГГ-3, Як-1, Як-7, Як-9                                    | |
| Комельков, Михаил Сергеевич           | 33            | 7                                | 321/75                                     | 122 иап 298 иап 104 гиап                                        | И-16, МиГ-3, P-39 Аэрокобра                                 | |
| Новичков, Степан Матвеевич            | 33            | 1                                | 277/51                                     | 436 иап 67 гиап                                                 | Харрикейн, P-40 Киттихаук, P-39 Аэрокобра                   | |
| Степаненко, Иван Никифорович          | 32            | 9                                | 414/118                                    | 4 иап                                                           | Харрикейн, Як-1, Як-7, Як-9                                 | |
| Лихобабин, Иван Дмитриевич            | 32            | 7                                | 224/57                                     | 402 иап 485 иап 72 гиап                                         | МиГ-3, Як-1, Як-7, P-39 Аэрокобра                           | |
| Рязанов, Алексей Константинович       | 31            | 12                               | 509/97                                     | 89 иап 28 иап 736 иап ПВО 4 иап                                 | И-16, МиГ-3, Харрикейн, Як-7, Як-1, Як-9                    | В бою 28 января 1945 года тяжело ранен и более в боях не участвовал. |
| Клубов, Александр Фёдорович           | 31            | 3                                | 457/95                                     | 84"А" иап 16 гиап                                               | И-153, И-16, P-39 Аэрокобра                                 | Погиб в тренировочном полёте 1 ноября 1944 г. |
| Тарасов, Павел Тимофеевич             | 31            | 1                                | ок.300/ок.100                              | 15 иап 812 иап 274 гиап 265 иад                                 | МиГ-3, И-16, P-39 Аэрокобра, ЛаГГ-3, Ла-5, Як-1, Як-7, Як-9 | Погиб в авиакатастрофе 29 июля 1944 г. |
| Амет-Хан, Султан                      | 30            | 19                               | 603/150                                    | 4 иап 9 гиап                                                    | И-153, Харрикейн, Як-7, Як-1, P-39 Аэрокобра, Ла-7          | 1 самолёт сбил тараном. |
| Зеленов, Николай Андрианович          | 30            | 12                               | 606/117                                    | 194 иап 127 иап 154 иап 29 гиап 14 гиап                         | И-153, И-16, P-40 Киттихаук, Як-7, Як-1, Як-9               | Погиб в авиакатастрофе 29 июня 1944 г. |
| Кулагин, Андрей Михайлович            | 30            | 5                                | 762/153                                    | 821 иап 249 иап 163 гиап                                        | Як-1, ЛаГГ-3, Ла-5, Ла-7                                    | |
| Чубуков, Фёдор Михайлович             | 30            | 5                                | ок.350/ок.100                              | 154 иап 29 гиап                                                 | И-16, P-40 Киттихаук, Як-7, Як-9                            | |
| Глинкин, Сергей Григорьевич           | 30            | 1                                | 254/75                                     | 5 гиап                                                          | ЛаГГ-3, Ла-5, Ла-7                                          | 1 самолёт сбил тараном. Также сбил 1 аэростат лично. |
| Дьячков, Александр Алексеевич         | 30            | 1                                | св.250/св.60                               | 297 иап 179 гиап 177 иап                                        | Ла-5                                                        | В июне 1944 года разжалован по приговору трибунала из старших лейтенантов в рядовые за уголовное преступление, но оставлен для прохождения службы истребителем. Разбился в тренировочном вылете. Посмертно был восстановлен в воинском звании. |
| Головачёв, Павел Яковлевич            | 30            |                                  | 457/125                                    | 168 иап 69 иап 9 гиап 900 иап                                   | И-16, ЛаГГ-3, Як-1, P-39 Аэрокобра, Ла-7, Як-9              | 1 самолёт сбил тараном. |
| Меркулов, Владимир Иванович           | 29            | 4                                | 321/ок.150                                 | 43 иап 15 иап                                                   | Як-7, Як-1, Як-9, Як-3                                      | |
| Романенко, Иван Иванович              | 29            | 3                                | 188/61                                     | 774 иап                                                         | Як-7, Як-1, Як-9                                            | |
| Кирилюк, Виктор Васильевич            | 29            | 1                                | 510/129                                    | 164 иап 31 иап                                                  | Ла-5                                                        | |
| Марков, Василий Васильевич            | 29            |                                  | 369/88                                     | 116 иап 148 иап                                                 | Ла-5, Як-9                                                  | |
| Сачков, Михаил Иванович               | 29            |                                  | 309/св.50                                  | 728 иап                                                         | Як-7, Як-1                                                  | Представлялся к званию дважды Героя Советского Союза. |
| Архипенко, Фёдор Фёдорович            | 28            | 15                               | 467/102                                    | 17 иап 508 иап 129 гиап                                         | ЛаГГ-3, Як-7, P-39 Аэрокобра                                | |
| Макаров, Валентин Николаевич          | 28            | 10                               | 638/165                                    | Отд. Полтавская истр. авиагруппа, 512 иап 53 гиап 176 гиап      | И-16, ЛаГГ-3, Як-1, Як-3                                    | |
| Артамонов, Николай Семёнович          | 28            | 9                                | 354/55                                     | 297 иап 193 иап 177 гиап                                        | Ла-5                                                        | Сбит наземным огнём и погиб 26 марта 1945 г. |
| Алелюхин, Алексей Васильевич          | 28            | 6                                | 601/123                                    | 69 иап 9 гиап                                                   | И-16, ЛаГГ-3, Як-1, P-39 Аэрокобра, Ла-7                    | Практически во всей послевоенной исторической и публицистической литературе указывается значительно большее количество побед А. В. Алелюхина - 40 личных и 17 групповых. |
| Новиков, Константин Афанасьевич       | 28            | 5                                | 468/98                                     | 423 иап 805 иап 862 иап 131 иап 40 гиап                         | ЛаГГ-3, Ла-5                                                | |
| Зелёнкин, Михаил Михайлович           | 28            | 4                                | 264/45                                     | 274 иап 813 иап 263 иап 156 иап                                 | ЛаГГ-3, Ла-5, Ла-7                                          | Сбил 1 аэростат. |
| Боровых, Андрей Егорович              | 27            | 17                               | 475/113                                    | Отд. ИАГ ПВО Харькова, 728 иап 157 иап                          | И-16, Як-7, Як-9, Як-1, Як-3                                | В послевоенной исторической и публицистической литературе указывается несколько иное количество побед А. Е. Боровых - 32 личных и 14 групповых. |
| Шмелёв, Илья Васильевич               | 27            | 10                               | 520/76                                     | 282 иап 633 сап 4 иап                                           | И-16, Як-1, Як-9                                            | |
| Карпов, Александр Терентьевич         | 27            | 9                                | 456/97                                     | 121 иап 123 иап ПВО 27 гиап ПВО                                 | Як-1, Як-7, Як-9                                            | Погиб в авиационной катастрофе 20 октября 1944 года. Самый результативный истребитель авиации войск ПВО. |
| Бабайлов, Павел Константинович        | 27            | 6                                | 427/св.75                                  | 863 иап 790 иап 163 гиап                                        | ЛаГГ-3, Ла-5                                                | Сбит зенитным огнём и погиб 14 октября 1944 г. |
| Кравцов, Иван Савельевич              | 27            | 4                                | 375/79                                     | 5 иап ВВС БФ 3 гиап ВВС БФ                                      | Харрикейн, ЛаГГ-3, Ла-5, Ла-7                               | Самый результативный истребитель авиации ВМФ (по числе подтверждённых побед). |
| Курочкин, Василий Алексеевич          | 27            | 3                                | ок.315/ок.45                               | 272 иап 49 иап 152 гиап 21 иап                                  | ЛаГГ-3, Ла-5, Ла-7, Як-1, Як-9                              | |
| Лавренов, Александр Филиппович        | 27            | 3                                | ок.100/ок.40                               | 291 иап                                                         | Як-1, Як-9                                                  | Сбит и погиб в воздушном бою 20 марта 1944 г. |
| Глинка, Борис Борисович               | 27            | 2                                | 456/97                                     | 121 иап 123 иап ПВО 27 гиап ПВО                                 | Як-1, Як-7, Як-9                                            | В воздушном бою 14 июля 1944 года сбит и получил тяжелые травмы, до конца войны находился в госпитале. В литературе часто указывается иное количество побед — 30 личных и 1 в группе. |
| Кирия, Шалва Несторович               | 27            | 2                                | 225/64                                     | 427 иап 151 гиап                                                | Як-1, Як-7, Як-9                                            | Ещё 25 боевых вылетов выполнил в 1941 году пилотом бомбардировщика СБ. |
| Куманичкин, Александр Сергеевич       | 27            | 2                                | св.300/70                                  | 927 иап 41 гиап 176 гиап                                        | Ла-5, Ла-7                                                  | Кроме того, в Корейской войне лично сбил 1 самолёт ВВС США. |
| Тютин, Анатолий Дмитриевич            | 27            | 2                                | 216/ок.75                                  | 66 иап                                                          | Як-1, Як-7, P-39 Аэрокобра                                  | Сбит и пропал без вести в воздушном бою 23 марта 1944 г. |
| Горелов, Сергей Дмитриевич            | 27            | 1                                | 312/60                                     | 165 иап 13 иап 111 гиап                                         | ЛаГГ-3, Ла-5, Ла-7                                          | |
| Баранов, Михаил Семёнович             | 26            | 8                                | ок.440/85                                  | 728 иап 157 иап                                                 | И-16, Як-7, Як-1, Як-3, Як-9                                | |
| Мудров, Михаил Иванович               | 26            | 8                                | св.400/-                                   | 155 иап 3 гиап                                                  | ЛаГГ-3, Ла-5                                                | Сбит в воздушном бою 27 января 1944 г., умер в госпитале 29 января. Считался пропавшим без вести. В годы Великой Отечественной войны трижды представлялся к званию Героя Советского Союза. |
| Зудилов, Иван Сергеевич               | 26            | 5                                | 378/100                                    | 42 иап 163 иап 157 иап                                          | И-153, Як-1, ЛаГГ-3, Як-7, Як-3, Як-9                       | |
| Корниенко, Иван Михеевич              | 26            | 2                                | 418/118                                    | 270 иап 152 гиап                                                | И-153, Як-1, Як-9                                           | Был сбит зенитным огнём 15 сентября 1944 года, освобождён в марте 1945 г. |
| Яшин, Виктор Николаевич               | 26            | 1                                | 246/56                                     | 163 иап 157 иап 133 иап 233 иап                                 | Як-1, Як-7, Як-9, Як-3                                      | |
| Долгарёв, Павел Михайлович            | 26            |                                  | 223/56                                     | 116 иап                                                         | Ла-5                                                        | В наградном листе указано также и о 7 групповых победах, но отчетными документами полка эти данные не подтверждаются. |
| Леонович, Иван Семёнович              | 26            |                                  | 340/51                                     | ораэ ВВС 23 А 915 сап 29 гиап                                   | Як-7, Як-9                                                  | |
| Манукян, Акоп Балабекович             | 26            |                                  | 245/ок.60                                  | 402 иап                                                         | Як-1, Як-3                                                  | |
| Рогов, Борис Пантелеевич              | 26            |                                  | св.300/ок.50                               | 13 иап 111 гиап                                                 | Ла-5, Ла-7                                                  | 14 сентября 1944 года погиб в авиакатастрофе. |
| Скляров, Иван Григорьевич             | 26            |                                  | 223/46                                     | 193 иап                                                         | Ла-5                                                        | |
| Чурилин, Алексей Павлович             | 26            |                                  | св.300/ок.100                              | 611 иап                                                         | И-153, Як-1, Як-9, Як-3                                     | |
| Грачёв, Анатолий Александрович        | 25            | 7                                | 377/70                                     | 438 иап 272 иап 49 иап 159 гиап                                 | ЛаГГ-3, Ла-5                                                | |
| Нагорный, Виктор Сергеевич            | 25            | 6                                | св.220/-                                   | 297 иап 27 иап 293 иап                                          | Ла-5, Як-1, Як-9                                            | |
| Маковский, Спартак Иосифович          | 25            | 3                                | 215/79                                     | 43 иап                                                          | Як-7, Як-1, Як-9                                            | 1 самолёт сбил тараном. |
| Сытов, Иван Никитович                 | 25            | 3                                | св.250/ок.100                              | 629 иап ПВО 439 иап 788 иап 5 гиап                              | Як-1, Ла-5                                                  | Сбит в воздушном бою и погиб 16 октября 1943 года. В литературе указывается и более высокое количество побед — 34 личных и 4 в группе. |
| Василевский, Егор Васильевич          | 25            | 2                                | 262/68                                     | 427 иап 151 гиап                                                | Як-7, Як-1, Як-9                                            | |
| Грищенко, Пётр Лукьянович             | 25            | 1                                | 380/78                                     | 32 иап                                                          | Як-7, Як-1, Як-9                                            | Также сбил 1 аэростат. |
| Труд, Андрей Иванович                 | 25            | 1                                | 415/-                                      | 55 иап 16 гиап                                                  | Як-1, P-39 Аэрокобра                                        | |
| Чепинога, Павел Иосифович             | 25            | 1                                | 127/св.40                                  | 27 иап 129 гиап 508 иап 213 гиап 104 гиап                       | Як-1, P-39 Аэрокобра                                        | |
| Егоров, Алексей Александрович         | 25            |                                  | 271/66                                     | 438 иап 212 гиап                                                | P-39 Аэрокобра                                              | |
| Ермаков, Дмитрий Васильевич           | 25            |                                  | 224/70                                     | 123 иап 286 иап 159 иап                                         | И-153, Ла-5                                                 | В Корейской войне лично сбил 2 самолёта ВВС США. |
| Ситковский, Александр Николаевич      | 25            |                                  | 160/50                                     | 15 иап                                                          | Як-7, Як-1, Як-9, Як-3                                      | |
| Лобанов, Александр Васильевич         | 24            | 8                                | св.600/ок.85                               | 40 иап 41 гиап                                                  | И-16, Ла-5                                                  | |
| Китаев, Николай Трофимович            | 24            | 5                                | ок.400/120                                 | 25 иап 131 иап 40 гиап                                          | МиГ-3, Ла-5                                                 | В июне 1944 года сбит наземным огнём и попал в плен. Освобождён в мае 1945 г. |
| Руденко, Николай Сергеевич            | 24            | 5                                | 248/св.40                                  | 9 гиап 15 иап 293 иап 2 иап 85 гиап 19 иап 176 гиап             | Як-1, Ла-5, Ла-7                                            | |
| Бородачёв, Виктор Иванович            | 24            | 3                                | 552/116                                    | 743 иап 131 иап 40 гиап                                         | И-153, ЛаГГ-3, Ла-5                                         | |
| Веденеев, Валентин Иванович           | 24            | 3                                | 191/47                                     | 159 иап                                                         | Як-1, Як-7, P-39 АэрокобраЛа-5                              | |
| Лаухин, Александр Кириллович          | 24            | 3                                | св.350/-                                   | 1 гиап 115 гиап                                                 | Як-7, Як-1, Як-9                                            | |
| Бондаренко, Василий Ефимович          | 24            | 1                                | св.350/св.70                               | 69 иап 9 гиап 45 иап 100 гиап                                   | ЛаГГ-3, Як-1, P-39 Аэрокобра                                | |
| Горбунов, Иван Михайлович             | 24            | 1                                | св.260/св.100                              | 8 иап 42 гиап                                                   | Як-1                                                        | |
| Баранов, Михаил Дмитриевич            | 24            |                                  | ок.200/70                                  | 183 иап 9 гиап                                                  | МиГ-3, Як-1                                                 | 16 января 1943 года погиб в тренировочном полёте. |
| Денисенко, Владимир Гурьевич          | 24            |                                  | 372/71                                     | 32 иап                                                          | Як-7, Як-9, Як-3                                            | В бою 26 апреля 1945 года сбит зенитным огнём и погиб, за несколько минут до этого сбив немецкий истребитель. |
| Зайцев, Василий Александрович         | 24            |                                  | 323/56                                     | 42 иап 239 иап 129 иап 5 гиап 11 гиад                           | МиГ-3, ЛаГГ-3, Ла-5                                         | В литературе наиболее часто указывается о 34 личных и 19 групповых победах. |
| Лавейкин, Иван Павлович               | 24            |                                  | 473/св.100                                 | 33 иап ПВО 129 иап 5 гиап ГУБП ВВС РККА                         | МиГ-3, ЛаГГ-3, Ла-5                                         | |
| Меркушев, Василий Афанасьевич         | 24            |                                  | 418/ок.100                                 | 247 иап 270 иап                                                 | ЛаГГ-3, Як-1                                                | Сбит зенитным огнём и попал в плен 4 июня 1944 года. Освобождён в апреле 1945 года. В 1949 году арестован и осужден за выдачу военной тайны в плену, лишён звания Героя Советского Союза. В 1954 году освобождён, в 1955 году восстановлен в звании Героя. |
| Попов, Иван Феоктистович              | 24            |                                  | св.150/ок.70                               | 435 иап 835 иап 812 иап                                         | Як-1, Як-9                                                  | Погиб в авиационной катастрофе 11 декабря 1944 г. Представлялся к званию Героя Советского Союза в мае 1944 года. |
| Маслов, Иван Васильевич               | 23            | 15                               | 342/70                                     | 157 иап                                                         | Харрикейн, Як-7, Як-9, Як-3                                 | |
| Михалёв, Василий Павлович             | 23            | 14                               | 159/49                                     | 508 иап 213 гиап                                                | Як-7, P-39 Аэрокобра                                        | 1 самолёт сбил тараном. |
| Бобров, Владимир Иванович             | 23            | 11                               | 451/112                                    | 237 иап 521 иап 21 гиап 161 иап 27 иап 129 гиап 104 гиап        | Як-1, P-39 Аэрокобра                                        | В войне в Испании сбил 4 самолёта лично и 13 в группе. В 1944 году был представлен к званию Героя Советского Союза, но не награждён (оно присвоено посмертно в 1991 году). |
| Лихолетов, Пётр Яковлевич             | 23            | 7                                | 382/78                                     | 159 иап                                                         | МиГ-3, P-40 Киттихаук, Ла-5                                 | |
| Губанов, Алексей Алексеевич           | 23            | 6                                | 525/104                                    | 7 иап 153 иап 3 гиап 13 иап 111 гиап                            | МиГ-3, ЛаГГ-3, Ла-5, Ла-7                                   | |
| Погорелов, Михаил Савельевич          | 23            | 5                                | св.250/-                                   | 4 иап 9 гиап 73 гиап                                            | Харрикейн, Як-7, Як-1, Як-9                                 | |
| Кузнецов, Иван Гаврилович             | 23            | 3                                | 212/-                                      | 43 иап                                                          | Як-7, Як-1, Як-9                                            | По наградным документам, число побед доходит до 27 личных и 8 групповых. |
| Кожевников, Анатолий Леонидович       | 23            | 2                                | 211/62                                     | ИАГ Батайской ВАШП 438 иап 212 гиап                             | Харрикейн, Як-1, Як-7, P-39 Аэрокобра                       | |
| Сувиров, Виктор Иванович              | 23            | 2                                | 192/ок.50                                  | 15 иап                                                          | Як-7, Як-1, Як-9,Як-3                                       | В боях на Халхин-Голе сбил 1 самолёт лично. |
| Борисенко, Иван Иванович              | 23            | 1                                | 276/65                                     | 274 иап 296 иап 73 гиап                                         | Як-7, Як-1                                                  | Также сбил 1 аэростат лично и 2 в паре. |
| Табаков, Иван Никитович               | 23            | 1                                | св.160/ок.50                               | 427 иап 151 гиап 150 гиап                                       | Як-1, Як-9                                                  | 20 февраля 1945 года не вернулся из боевого вылета. |
| Оганесов, Вазген Михайлович           | 23            |                                  | 324/75                                     | 347 иап                                                         | И-153, Як-9                                                 | |
| Рогожин, Василий Александрович        | 23            |                                  | ок.200/-                                   | 895 иап 236 иап 112 гиап                                        | Як-1                                                        | Сбит в воздушном бою и погиб 25 октября 1943 г. |
| Сурнев, Николай Григорьевич           | 23            |                                  | 261/64                                     | 866 иап                                                         | Як-1, Як-9, Як-3                                            | |
| Ковалёв, Константин Федотович         | 22            | 14                               | 487/54                                     | 11 иап БФ 21 иап БФ 13 иап БФ 14 гиап БФ 10 гиап БФ             | И-16, Як-7, Як-9                                            | |
| Игнатьев, Николай Петрович            | 22            | 11                               | 412/128                                    | ОАГ ПВО ХВО 728 иап 32 иап                                      | И-16, Як-7, Як-9, Як-3                                      | 1 самолёт сбил тараном. |
| Решетов, Алексей Михайлович           | 22            | 10                               | 821/127                                    | ОИАО ПВО Харькова 6 иап 273 иап 31 гиап                         | Як-1, Як-9                                                  | |
| Борисов, Иван Григорьевич             | 22            | 8                                | 563/182                                    | 309 иап ПВО 4 иап 9 гиап                                        | Харрикейн, Як-1, Як-7, P-39 Аэрокобра, Ла-7 \|\|            | |
| Мурашев, Алексей Андрианович          | 22            | 8                                | 423/87                                     | 155 иап 3 гиап 181 иап                                          | ЛаГГ-3, Ла-5                                                | |
| Чирков, Андрей Васильевич             | 22            | 8                                | ок.420/78                                  | 158 иап 154 иап 196 иап 29 гиап 10 гиап БФ                      | Як-1, P-40 Киттихаук, Як-7, P-39 Аэрокобра                  | 1 самолёт сбил тараном. |
| Барсуков, Василий Николаевич          | 22            | 4                                | 346/72                                     | 519 иап 18 гиап                                                 | Як-1, Як-7, Як-9, Як-3                                      | |
| Красавин, Константин Алексеевич       | 22            | 3                                | ок.380/-                                   | 187 иап 517 иап 485 иап 72 гиап 63 гиап 3 гиад 150 гиап         | Харрикейн, Як-1, Ла-5, Як-3                                 | |
| Муравьёв, Павел Игнатьевич            | 22            | 3                                | 473/149                                    | 271 иап 64 гиап 63 гиап                                         | ЛаГГ-3, Як-7, Як-1, Як-9, Як-3                              | В советско-финской войне сбил 3 самолёта в группе. |
| Савицкий, Евгений Яковлевич           | 22            | 2                                | 216/81                                     | 205 иад ИАГ 17 ВА 3 иак                                         | ЛаГГ-3, Ла-5, Як-1, Як-9, Як-3                              | |
| Бастриков, Александр Михайлович       | 22            | 1                                | ок.100/ок.70                               | 15 иап                                                          | Як-7, Як-1, Як-9                                            | Смертельно ранен в небоевой обстановке и умер в госпитале 25 ноября 1943 г. |
| Гаврилин, Павел Фёдорович             | 22            | 1                                | 257/54                                     | 402 иап                                                         | Як-1, Як-9, Як-3                                            | |
| Комардинкин, Константин Петрович      | 22            | 1                                | св.150/-                                   | 274 иап                                                         | Як-1, Як-9, Як-3                                            | 17 апреля 1944 года не вернулся из боевого вылета. |
| Дудниченко, Виктор Маркович           | 22            |                                  | 199/36                                     | 239 иап 181 гиап                                                | Ла-5                                                        | В Корейской войне лично сбил 3 самолёта США. |
| Егорович, Владимир Алексеевич         | 22            |                                  | св.250/св.70                               | 402 иап                                                         | Як-1, Як-9                                                  | |
| Константинов, Анатолий Устинович      | 22            |                                  | 327/96                                     | 2 иап 85 гиап                                                   | Як-1, Як-9, Як-3                                            | |
| Меренков, Виктор Алексеевич           | 22            |                                  | св.210/ок.50                               | 897 иап                                                         | Як-1, Як-7, Як-9, Як-3                                      | По наградному листу, сбил 27 немецких самолёта лично. |
| Микрюков, Виталий Васильевич          | 22            |                                  | 284/44                                     | 897 иап                                                         | Як-1, Як-9, Як-3                                            | 4 апреля 1945 года застрелен сослуживцем. |
| Миоков, Николай Дмитриевич            | 22            |                                  | 226/54                                     | 91 иап                                                          | Як-9, Як-1, Як-3                                            | |
| Сухов, Константин Васильевич          | 22            |                                  | 297/68                                     | 84 "А" иап 16 гиап                                              | P-39 Аэрокобра                                              | |
| Кузнецов, Николай Фёдорович           | 21            | 12                               | 252/99                                     | 191 иап 436 иап 67 гиап 9 гиад                                  | И-16, Харрикейн, P-40 Киттихаук, P-39 Аэрокобра             | Информация о победах — по данным сайта «Советские асы», где при участии М. Ю. Быкова дополнены и обновлены сведения из его труда «Все асы Сталина». |
| Дунаев, Николай Пантелеевич           | 21            | 7                                | 592/65                                     | 66 иап 162 иап 516 иап 270 иап 152 гиап 156 гиап                | Як-1, Як-7, Як-9                                            | |
| Александрюк, Виктор Ильич             | 21            | 3                                | ок.300/св.70                               | 13 ОИАЭ ПВО 171 иап 19 иап 176 гиап                             | МиГ-3, ЛаГГ-3, Ла-5, Ла-7                                   | |
| Билюкин, Александр Дмитриевич         | 21            | 2                                | 418/35                                     | 196 иап                                                         | P-40 Киттихаук, P-39 Аэрокобра, Як-1                        | |
| Быкасов, Николай Владимирович         | 21            | 2                                | 385/73                                     | 247 иап 156 гиап                                                | Як-1, Як-7, Як-9                                            | |
| Кратинов, Семён Устинович             | 21            | 2                                | ок.360/ок.70                               | 40 гиап                                                         | Ла-5, Ла-7                                                  | |
| Слизень, Леонтий Николаевич           | 21            | 2                                | 269/72                                     | 15 иап                                                          | Як-7, Як-1, Як-9, Як-3                                      | 1 самолёт сбил тараном. |
| Андрианов, Илья Филиппович            | 21            | 1                                | 386/77                                     | 273 иап 270 иап 516 иап 153 гиап                                | ЛаГГ-3, Як-7, Як-9                                          | |
| Никоноров, Пётр Михайлович            | 21            | 1                                | ок.200/св.50                               | 166 иап 88 гиап                                                 | Ла-5, Ла-7                                                  | |
| Рыжий, Леонид Кириллович              | 21            | 1                                | 289/96                                     | 743 иап 347 иап                                                 | И-153, Як-9                                                 | |
| Шикунов, Фёдор Иванович               | 21            | 1                                | 212/52                                     | 69 гиап                                                         | P-39 Аэрокобра                                              | Сбит зенитным огнём и погиб 15 марта 1945 года. Посмертно был представлен к званию Героя Советского Союза. |
| Выборнов, Александр Иванович          | 21            |                                  | св.200/ок.45                               | 728 иап                                                         | Як-7, Як-9, Як-3                                            | |
| лишён звания Иванов, Сергей Сергеевич | 21            |                                  | св.150/ок.60                               | 590 иап 101 гиап                                                | P-39 Аэрокобра                                              | В 1951 году осужден за совершение уголовного преступления; в 1952 году лишён звания Героя Советского Союза. |
| Леонов, Николай Иванович              | 21            |                                  | ок.250/-                                   | 427 иап 183 иап 150 гиап                                        | Як-1, Як-7, Як-9                                            | |
| Сиротин, Вячеслав Фёдорович           | 21            | 1                                | 326/65                                     | 123 иап 238 иап 17 иап                                          | И-153, Як-1, P-39 Аэрокобра                                 | Также сбил 1 аэростат в паре. |
| Смирнов, Олег Николаевич              | 21            |                                  | 401/130                                    | 31 иап                                                          | Ла-5                                                        | |
| Баклан, Андрей Яковлевич              | 20            | 21                               | св.700/-                                   | 49 иап 237 иап 521 иап 434 иап 32 гиап 101 гиап 19 иап 176 гиап | И-153, Як-1, Як-7, Ла-5, Ла-7                               | |
| Кочетов, Александр Васильевич         | 20            | 11                               | 488/ок.120                                 | 629 иап ПВО 43 иап                                              | И-16, Як-7, Як-1, Як-9                                      | |
| Павловский, Илья Михайлович           | 20            | 9                                | 379/97                                     | 659 иап                                                         | Як-7, Як-1, Як-9, Як-3 \|\|                                 | |
| Ковачевич, Аркадий Фёдорович          | 20            | 7                                | ок.520/св.100                              | 27 иап 101 гиап 9 иап                                           | МиГ-3, Ла-5, Як-1, P-39 Аэрокобра                           | |
| Покрышев, Пётр Афанасьевич            | 20            | 7                                | 292/50                                     | 158 иап 154 иап 29 гиап 159 иап                                 | И-16, Як-1, Р-40 Киттихаук, Як-7                            | В советско-финской войне лично сбил 2 финских самолёта. |
| Сафонов, Борис Феоктистович           | 20            | 5                                | 234/-                                      | 72 сап СФ 78 иап СФ 2 гиап СФ                                   | И-16, Харрикейн, Р-40 Киттихаук                             | Погиб в боевом вылете 30 мая 1942 года (сбит в воздушном бою или упал в море из-за повреждения или отказа самолёта после завершения боя). В литературе часто указывается о 30 личных победах Б. Сафонова. |
| Фёдоров, Аркадий Васильевич           | 20            | 4                                | ок.550/ок.70                               | 131 иап 55 иап 16 гиап                                          | И-16, Як-1, P-39 Аэрокобра                                  | |
| Мазан, Михаил Семёнович               | 20            | 3                                | 330/91                                     | 2 иап 85 гиап                                                   | Як-1, Як-9                                                  | Сбит и погиб в воздушном бою 12 декабря 1944 г. В 1941—1942 годах воевал на ночном бомбардировщике У-2, выполнил 161 боевой вылет. |
| Митрофанов, Фёдор Васильевич          | 20            | 3                                | ок.500/-                                   | 32 иап 445 иап 562 иап 484 иап 813 иап                          | МиГ-3, Ла-5, Як-1, P-39 Аэрокобра                           | В боевом вылете 4 февраля 1945 года его самолёт был повреждён зенитной артиллерией, при возвращении на свой аэродром пропал без вести. |
| Печёный, Николай Николаевич           | 20            | 3                                | 219/88                                     | 8 иап 42 гиап                                                   | Як-1                                                        | |
| Сидоренков, Василий Кузьмич           | 20            | 3                                | 330/св.40                                  | 254 иап                                                         | Ла-5                                                        | |
| Ащаулов, Дмитрий Николаевич           | 20            | 2                                | 183/св.50                                  | 1 гиап 402 иап                                                  | Як-7, Як-1, Як-3                                            | Сбит и погиб в воздушном бою 3 марта 1945 года. В 1941—1942 годах воевал на бомбардировщике СБ, выполнил 50 боевых вылетов. |
| Бурназян, Сергей Авдеевич             | 20            | 2                                | 224/86                                     | 629 иап 866 иап                                                 | И-16, Як-1                                                  | Погиб в тылу при авианалёте противника 15 апреля 1943 г. |
| Карасёв, Александр Никитович          | 20            | 2                                | ок.500/ок.100                              | 282 иап 5 ОИАЭ ПВО Южного фронта 248 иап 164 иап 6 иап 9 гиап   | Як-1, P-39 Аэрокобра                                        | В воздушном бою 7 апреля 1944 года был сбит и попал в плен. Освобожден в мае 1945 года. Вторично стал асом в Корейской войне, сбил лично 7 самолётов США. |
| Лавицкий, Николай Ефимович            | 20            | 2                                | ок.300/св.100                              | 270 иап 45 иап 9 гиад                                           | И-16, Як-1, Р-40 Киттихаук, P-39 Аэрокобра                  | Погиб в авиакатастрофе 10 марта 1944 г. |
| Пинчук, Николай Григорьевич           | 20            | 2                                | 311/56                                     | 32 иап 18 гиап                                                  | Як-7, Як-9, Як-3                                            | |
| Зиборов, Василий Михайлович           | 20            | 1                                | 157/33                                     | 402 иап 485 иап                                                 | ЛаГГ-3, P-39 Аэрокобра                                      | |
| Караев, Александр Акимович            | 20            | 1                                | св.500/ок.80                               | 129 иап 5 гиап                                                  | МиГ-3, ЛаГГ-3, Ла-5, Ла-7                                   | |
| Лазарев, Сергей Иванович              | 20            | 1                                | св.300/св.60                               | 728 иап                                                         | Як-7, Як-9                                                  | Погиб в боевом вылете при столкновении с другим самолётом 1 марта 1945 г. |
| Федотов, Андрей Андреевич             | 20            | 1                                | св.200/-                                   | 49 иап 169 иап 63 гиап                                          | И-153, МиГ-3, Ла-5                                          | Сбит и погиб в воздушном бою 15 декабря 1943 года. В советско-финской войне сбил в составе группы 1 финский самолёт. |
| Белоусов, Николай Петрович            | 20            |                                  | 214/49                                     | 193 иап 177 гиап 179 гиап                                       | Ла-5                                                        | |
| Витковский, Иван Петрович             | 20            |                                  | св.150/ок.40                               | 875 иап 66 гиап                                                 | Як-7, Як-9, Як-3                                            | |
| Вишняков, Иван Алексеевич             | 20            |                                  | 295/52                                     | 296 иап ОИАЭ ПВО 171 иап                                        | МиГ-3, Ла-5, Ла-7                                           | |
| Воронько, Александр Григорьевич       | 20            |                                  | 158/35                                     | 63 гиап 137 гиап                                                | Ла-5, Ла-7                                                  | |
| Гудков, Дмитрий Васильевич            | 20            |                                  | ок.320/ок.30                               | ОИАГ ПВО 976 иап                                                | Як-1, Як-7, Як-9                                            | 1 самолёт сбил тараном. |
| Жигулёнков, Борис Васильевич          | 20            |                                  | 219/57                                     | 240 иап 178 гиап                                                | Ла-5                                                        | Смертельно ранен в воздушном бою 16 ноября 1944 года, умер после посадки на своем аэродроме. |
| Кулиев, Адиль Гусейн оглы             | 20            |                                  | ок.265/65                                  | 653 иап 65 гиап                                                 | Як-1, Як-9                                                  | |
| Мухин, Василий Филиппович             | 20            |                                  | 291/83                                     | 192 иап 240 иап 178 гиап                                        | Ла-5                                                        | |
| Оводов, Яков Леонтьевич               | 20            |                                  | 230/76                                     | 133 иап 234 иад                                                 | И-153, Як-7, Як-9, Як-3                                     | |
| Семёнов, Владимир Фёдорович           | 20            |                                  | 360/78                                     | 976 иап                                                         | Як-7, Як-9                                                  | |
| Сомов, Иван Константинович            | 20            |                                  | 399/71                                     | 744 иап 161 иап 21 гиап 86 гиап                                 | Як-1, Як-7, Як-9                                            | В первые месяцы 1942 года воевал ночным бомбардировщиком на биплане У-2, выполнил 166 боевых вылетов. |
| Шишкин, Александр Павлович            | 20            |                                  | 216/72                                     | 434 иап 32 гиап 63 гиап                                         | Як-1, Як-7, Як-9, Ла-5, Ла-7                                | |
| Якубовский, Пётр Григорьевич          | 20            |                                  | 407/86                                     | 31 иап                                                          | Ла-5, Ла-7                                                  | |